# Hypsiboas leucocheilus
Espèce
Synonymes
- Hyla leucocheila Caramaschi & Niemeyer, 2003

Statut de conservation UICN

 DD  : Données insuffisantes
Hypsiboas leucocheilus est une espèce d'amphibiens de la famille des Hylidae.

## Répartition
Cette espèce est endémique du Brésil. Elle se rencontre entre 600 et 800 m d'altitude à Aripuanã et Apiacás au Mato Grosso et à Ji-Paraná au Rondônia,.

## Publication originale
- Caramaschi & Niemeyer, 2003 : New species of the Hyla albopunctata group from Central Brazil (Amphibia, Anura, Hylidae). Boletim do Museu Nacional, Nova Série, Zoologia, vol. 504, p. 1-8 (texte intégral).